# Vrijetijdskleding
Vrijetijdskleding is  de kleding die iemand in zijn vrije tijd draagt. Dit soort kleding wordt in de modebranche en het bedrijfsleven ook wel casual genoemd. Het is dan een tegenhanger van de officiële kleding, zoals uniformen en pakken. In tegenstelling tot officiële kleding is deze gericht op het comfort, gemak en de smaak van de drager. Het gaat er met andere woorden om dat de drager zich gelukkig in de kleding voelt en niet om representatieve waarde.
De soort vrijetijdskleding hangt af van het doel waarvoor het gebruikt wordt. Iemand die in zijn vrije tijd een concert bezoekt of de stad in gaat om een terrasje te pikken doet dat in andere vrijetijdskleding dan iemand die het gras maait in de tuin.

## Geschiedenis
Na het invoeren in de jaren 60 van de vrije zaterdag voor zowel ambtenaren (1961) als het bedrijfsleven kwam het begrip 'vrijetijdskleding' voor het eerst in zwang. Het ging daarbij om kleding die lekker moest zitten. De Bijenkorf was in de begintijd marktaanvoerder. Tegenwoordig zijn er echter vele zaken die zich specialiseren in dit type kleding. Vrijetijdskleding is over het algemeen relatief goedkoop, al variëren de prijzen. 
Voorbeelden van merken die casual kleding verkopen zijn ook H&M en Burberry.

## Casual Friday
Sommige bedrijven met een formele dresscode kennen de zogenaamde casual Friday. Dit betekent dat op vrijdag casual kleding mag worden gedragen en men dus in tegenstelling tot de andere dagen geen kostuum aan hoeft. Wel gelden er meestal voorwaarden: de kleding moet wel nog enigszins netjes zijn, mag niet te 'bloot' zijn, en bij klantcontact of -bezoek moet er alsnog formele kleding gedragen worden.